# تيسيا بينينجتون
تيسيا بينينجتون (بالإنجليزية: Tecia Pennington؛ مواليد 16 أغسطس 1989) هي مُقاتلة فنون قتالية مختلطة أمريكية.

## وصلات خارجية
- تيسيا بينينجتون على موقع يو إف سي (الإنجليزية)
- تيسيا بينينجتون على موقع شيردوغ (الإنجليزية)
- تيسيا بينينجتون على موقع Tapology.com (الإنجليزية)
- تيسيا بينينجتون على موقع فايت ماتريكس (الإنجليزية)
- تيسيا بينينجتون على موقع IMDb (الإنجليزية)
- تيسيا بينينجتون على موقع قاعدة بيانات الفيلم (الإنجليزية)